# Celosia macrocarpa
Celosia macrocarpa är en amarantväxtart som beskrevs av Lopr. Celosia macrocarpa ingår i släktet celosior, och familjen amarantväxter. Inga underarter finns listade i Catalogue of Life.